# Жуль де Поліньяк
Жуль Огю́ст Арма́н Марі́ де Полінья́к (фр. Jules Auguste Armand Marie de Polignac); також граф де Поліньяк (фр. Comte de Polignac) (*14 травня 1780 — †2 березня 1847) — французький державний діяч, політик, прем'єр-міністр Франції. Належав до консервативної фракції ультрароялістів під час Реставрації Бурбонів. Призначення Поліньяка на посаду прем'єр-міністра королем Карлом Х було однією з причин Липневої революції 1830 року.

## Біографія
Жуль Огюст Арман Марі де Поліньяк народився 14 травня 1780 року у Версалі, був другим сином найближчої подруги королеви Марії Антуанетти герцогині де Поліньяк. Після початку Французької революції жив у вигнанні в Російській імперії; його батько Жуль де Поліньяк одержав у 1790-х від Катерини Другої маєток у Війтівці (нині Вінницька область). У 1804 році повернувся до Франції, взяв участь у невдалій змові Кадудаля проти Наполеона, був арештований, опинився у в'язниці, втік у 1813 році. У 1814 році, після Реставрації Бурбонів повернувся до Франції разом з іншими аристократами-імгрантами, був призначений королем Людовиком XVIII пером Франції. Пізніше поступив на дипломатичну роботу, був послом при Святому Престолі у Римі, послом у Відні і Лондоні. Ще з часів еміграції мав близькі стосунки і майбутнім королем Карлом Х, був його довіреною особою. Був призначений Карлом Х міністром іноземних справ Франції, пізніше також головою ради міністрів після відставки уряду Мартиньяка. Разом із королем Карлом Х був ініціатором вторгнення Франції в Алжир у 1829 році. 29 липня 1830 року підписав одобрені королем ордонанси, які обмежували свободу преси, вводили цензуру, розпускали парламент і вносили зміни до електоральних законів. Підписання ордонансів, особливо стосовно обмеження свободи слова призвели до повстання та Липневої революції. Після перемоги революції, Поліньяк представ перед судом за звинуваченнями у порушенні конституції, був засуджений до довічного ув'язнення. У 1836 році був помилуваний, емігрував до Англії. У 1845 році повернувся до Франції, помер у Парижі 2 березня 1847 року. Був автором трьох праць: Політичні роздуми (1832), Історичні, політичні і моральні студії (1845) і Відповідь моїм опонентам (1845).